# روب كووي
روب كووي هو لاعب هوكي الجليد كندي، ولد في 3 نوفمبر 1967 في Willowdale, Toronto ‏ في كندا.

## وصلات خارجية
- روب كووي على موقع دوري الهوكي الوطني (الإنجليزية)
- روب كووي على موقع EliteProspects.com (الإنجليزية)
- روب كووي على موقع Eurohockey.com (الإنجليزية)
- روب كووي على موقع HockeyDB.com (الإنجليزية)
- روب كووي على موقع Hockey-Reference.com (الإنجليزية)